# Arturo Danusso
Arturo Danusso (Priocca, 9 settembre 1880 – Milano, 5 dicembre 1968) è stato un ingegnere e politico italiano.

## Biografia

### I primi anni

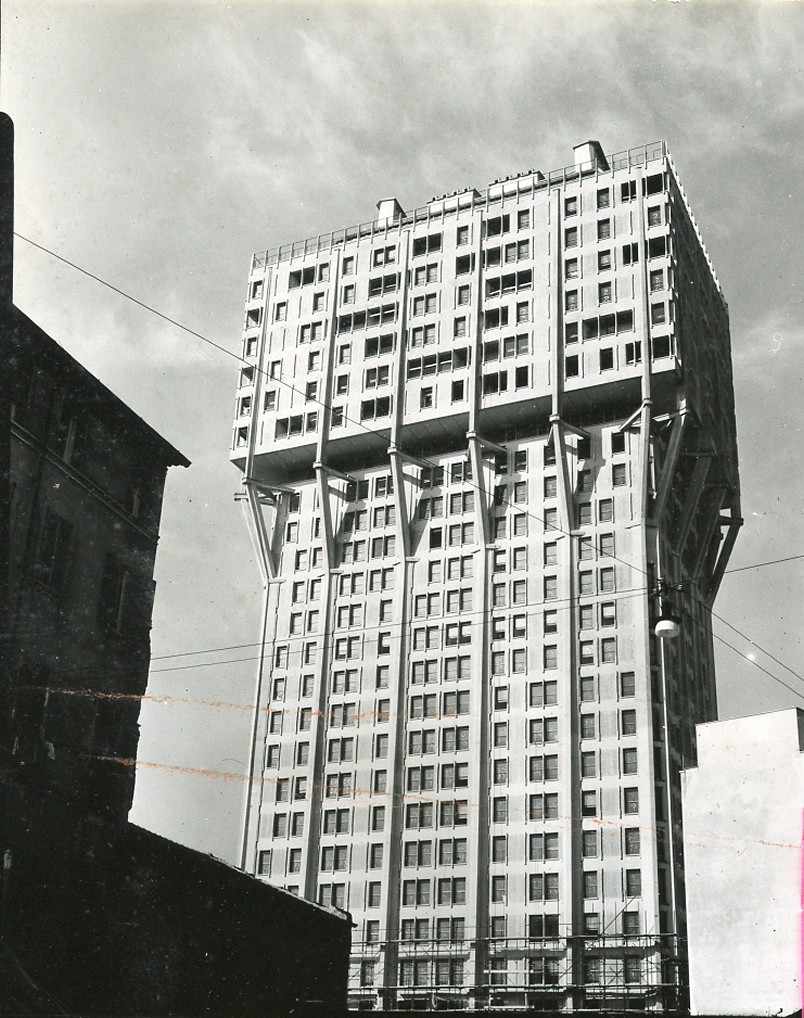
Torre Velasca, Milano.
Foto di Paolo Monti, 1960.

Era figlio di Ferdinando Danusso, insegnante di fisica e di matematica in un istituto tecnico di Genova, che lo lascia orfano a soli quattro anni di età. Con la madre, Paolina Dotta, e il fratello minore Ernesto si trasferì inizialmente in casa del nonno paterno a Priocca e in seguito a Torino.
Il 29 agosto 1902, a soli 22 anni, si laureò con lode al Regio Politecnico di Torino in ingegneria civile. 
Nel 1906 si sposò con Dina Mazzaro (1883-1967) e dal matrimonio nacquero Eleonora (1907-2006), Emma (1909-2000), Silvia (1918-2019) e Ferdinando (1921-2006), professore ordinario di chimica macromolecolare al Politecnico di Milano.

### La carriera
Subito dopo la laurea entrò nell'ufficio tecnico della Società Porcheddu Ing. G.A. di Torino, la principale delle molte aziende italiane licenziataria del metodo Hennebique per l'impiego del cemento armato e si interessò agli studi ingegneristici su questo nuovo materiale.  Nel 1907 progettò un ponte sul torrente Astico presso Calvene.
Dopo il terremoto di Messina del 1908 presentò alla Società degli Ingegneri e Architetti di Torino uno studio di ingegneria sismica, pubblicato l'anno seguente (La statica delle costruzioni antisismiche), in cui evidenzia le proprietà dinamiche degli edifici in risposta alle sollecitazioni del terremoto.
Partecipò quindi al progetto per il Ponte del Risorgimento a Roma, completato nel 1911 e alla ricostruzione del campanile di San Marco a Venezia, che era crollato nel 1902.
Nel 1915 vinse il concorso per la cattedra di Meccanica strutturale presso il Politecnico di Milano, allora denominato Regio Istituto Tecnico Superiore, e vi si trasferì, continuando l'insegnamento fino al 1950. Nei primi anni venti progettò il Ponte della Vittoria di Cremeno (LC), che venne inaugurato nel 1924. Nel 1931 aggiunse al laboratorio per le prove materiali la sezione "prove, modelli e costruzioni", allo scopo di sperimentare concretamente quanto deducibile dai calcoli tecnici, ed ancora altre sezioni negli anni successivi: nel 1933 una sezione fotoelastica, nel 1935 una sezione sui "grandi modelli", per prove sulle dighe e, nel 1939 un impianto per prove sulle condotte a pressione. Collaborò inoltre nel 1938 alla discussione sulle fondazioni del Palazzo dei Congressi dell'EUR a Roma. Progettò il santuario di Nostra Signora della Guardia, la cui costruzione fu iniziata nel 1939.
Nel secondo dopoguerra, dopo essere sfollato a Cernobbio durante il conflitto, fu il primo presidente dell'ordine degli ingegneri per la provincia di Milano. Si impegnò inoltre nelle organizzazioni cattoliche e fu presidente nel 1948-1949 del Rotary Club. Caratterizzato da un solido impianto cultural-religioso, Danusso militò convintamente nella Democrazia Cristiana negli anni quaranta e cinquanta, conducendo importanti battaglie in qualità di consigliere comunale di Milano, carica che ricoprì dal 7 aprile 1946, data delle prime elezioni libere postbelliche, al 12 novembre 1956, data delle dimissioni da lui avanzate per problemi di salute.
Partecipò come consulente alle commissioni di valutazione sulla stabilità di importanti opere storiche (Torre di Pisa, campanile della basilica di Sant'Ambrogio, Mole Antonelliana, cupola della basilica di San Gaudenzio a Novara, duomo di Milano, duomo di Pavia).
La sua ricerca continuò ad essere orientata in particolare sul comportamento statico e dinamico delle strutture in cemento armato. In quest'ambito partecipò al convegno di Torino del 1946 organizzato dal centro studi del CNR presiedendo la sessione sulle grandi strutture. Nello stesso CNR gli venne affidata la direzione del nuovo "Centro di ricerche teoriche e sperimentali sulla stabilità delle costruzioni".
Nel 1950 lasciò l'insegnamento per raggiunti limiti di età e nel 1955 fu nominato professore emerito, in occasione di un convegno internazionale dedicato a La plasticità nella scienza delle costruzioni. Nel 1958 presiedette il congresso tenutosi a Messina in occasione del cinquantenario del terremoto.
Progettò lo sfruttamento idroelettrico del Piave attraverso una serie di dighe e per le prove fece realizzare modelli di grandi dimensioni, che portarono alla creazione dell'Istituto sperimentale per le applicazioni in calcestruzzo (ISAC). Anche in questo specifico campo egli si dimostrò protagonista indiscusso dell’apporto italiano e della cultura politecnica milanese alla storia dell’evoluzione della scienza delle costruzioni e, più in generale, al processo di infrastrutturazione idroelettrica europea del XX secolo. Egli fu anche l’ideatore e promotore dell’Istituto Ricerche Sperimentali sulle costruzioni - Fondazione Italcementi (IRSC), dell’Istituto Sperimentale per le Applicazioni del Calcestruzzo (ISAC), in un primo momento chiamato Istituto Sperimentale per le Applicazioni del Cemento semplice e armato – Fondazione Italcementi (I.S.A.C.), e l’Istituto Sperimentale Modelli e Strutture (ISMES) dal vasto eco internazionale, che negli anni cinquanta-sessanta riuscì a superare le contrapposizioni politiche imposte dalla guerra fredda.
Sperimentale Modelli e Strutture (ISMES). Nel 1948 progettò i tralicci per consentire alle linee elettriche l'attraversamento dello stretto di Messina, alti 232 metri, per i quali vinse nel 1957 il premio ANIAI.
Negli anni cinquanta collaborò alla progettazione dei primi tre grattacieli di Milano: la torre Galfa, alta 109 metri, la Torre Velasca, alta 106 metri., e il grattacielo Pirelli, alto 127 metri.
Nella sua carriera fece parte di diverse istituzioni, tra le quali l'Accademia delle scienze di Torino e l'Istituto lombardo di scienze e lettere; tra il 1948 e il 1966 fece parte del consiglio di amministrazione della Fabbrica del duomo di Milano. Nel 1967 gli venne intitolato il neonato Centro internazionale d'ingegneria sismica del Politecnico di Milano.
Fin dall'inizio della sua lunga carriera Danusso instaurò un significativo e stretto legame con la rivista «Il Cemento», che non solo rappresentò per lui una vetrina nel panorama accademico europeo, ma divenne la possibilità di godere di una sorta di osservatorio privilegiato sull'editoria internazionale della prima metà del Novecento. Egli lavorò alacremente per la diffusione di questa importante rivista, contribuendo significativamente alla disseminazione culturale delle scienze statiche e alla creazione di un sapere diffuso sul comportamento del cemento armato e dei conglomerati cementizi. Qui egli pubblicò quasi 500 scritti tra articoli, recensioni, saggi che la recente bibliografia del 2020 ha riunito proponendo un regesto offerto ai lettori come "il primo tentativo di restituzione storica” della sua attività di saggista e collaboratore a questa rivista. Oltre a questa feconda attività editoriale Danusso pubblicò oltre 150 ulteriori testi, che attestano il proprio impegno «nell’educazione culturale e tecnica delle giovani generazioni e degli addetti ai lavori».

## Testi pubblicati
- Contributo al calcolo pratico delle piastre appoggiate sul contorno, Società Editrice Tecnica Scientifica, 1911;
- Il cemento armato nel campanile di S. Marco, Officina Poligrafica Editrice Subalpina, 1912;
- Costruzioni: concetti teorici fondamentali e criteri di pratica applicazione, Principato, 1935;
- Il laboratorio prove e modelli e costruzioni dell'Istituto di scienza delle costruzioni del r. Politecnico di Milano, Libreria Editrice Politecnica, 1939;
- La scienza e lo spirito negli scritti di Arturo Danusso (con introduzione di C.Colombo), Morcelliana, Brescia, 1979.[11]